# Rohina Tholus
Il Rohina Tholus è una struttura geologica della superficie di Venere.